# Холуй-База
Холу́й-Ба́за (рос. Холуй-База) — село у складі Ононського району Забайкальського краю, Росія. Адміністративний центр Холуй-Базинського сільського поселення.

## Населення
Населення — 338 осіб (2010; 479 у 2002).
Національний склад (станом на 2002 рік):
- росіяни — 72 %